# Missões jesuíticas no oeste do Paraná

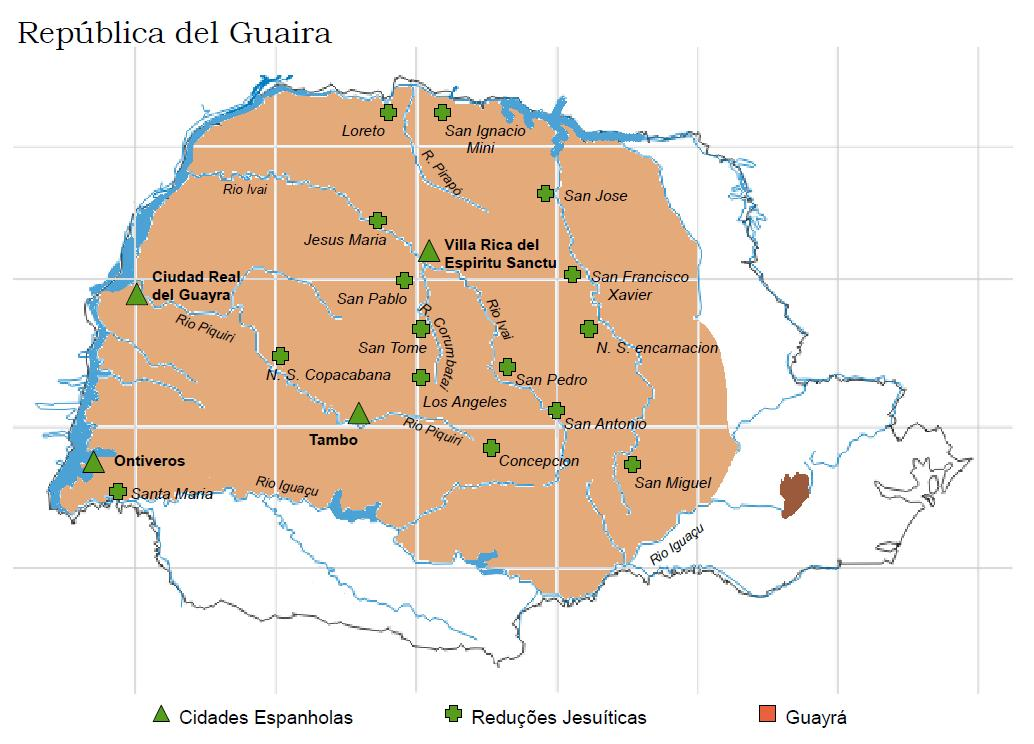
Mapa do estado atual do Paraná mostrando a região do Guayrá em marrom. Missões jesuítas estão marcadas com cruzes e assentamentos espanhóis com triângulos.

As missões jesuíticas no oeste do Paraná foram as diversas reduções fundadas pelos jesuítas entre 1610 e 1628 no território que atualmente corresponde ao oeste do Estado do Paraná, na região chamada de Guayrá. As reduções jesuíticas foram destruídas, entre 1628 e 1629, por ação dos bandeirantes.

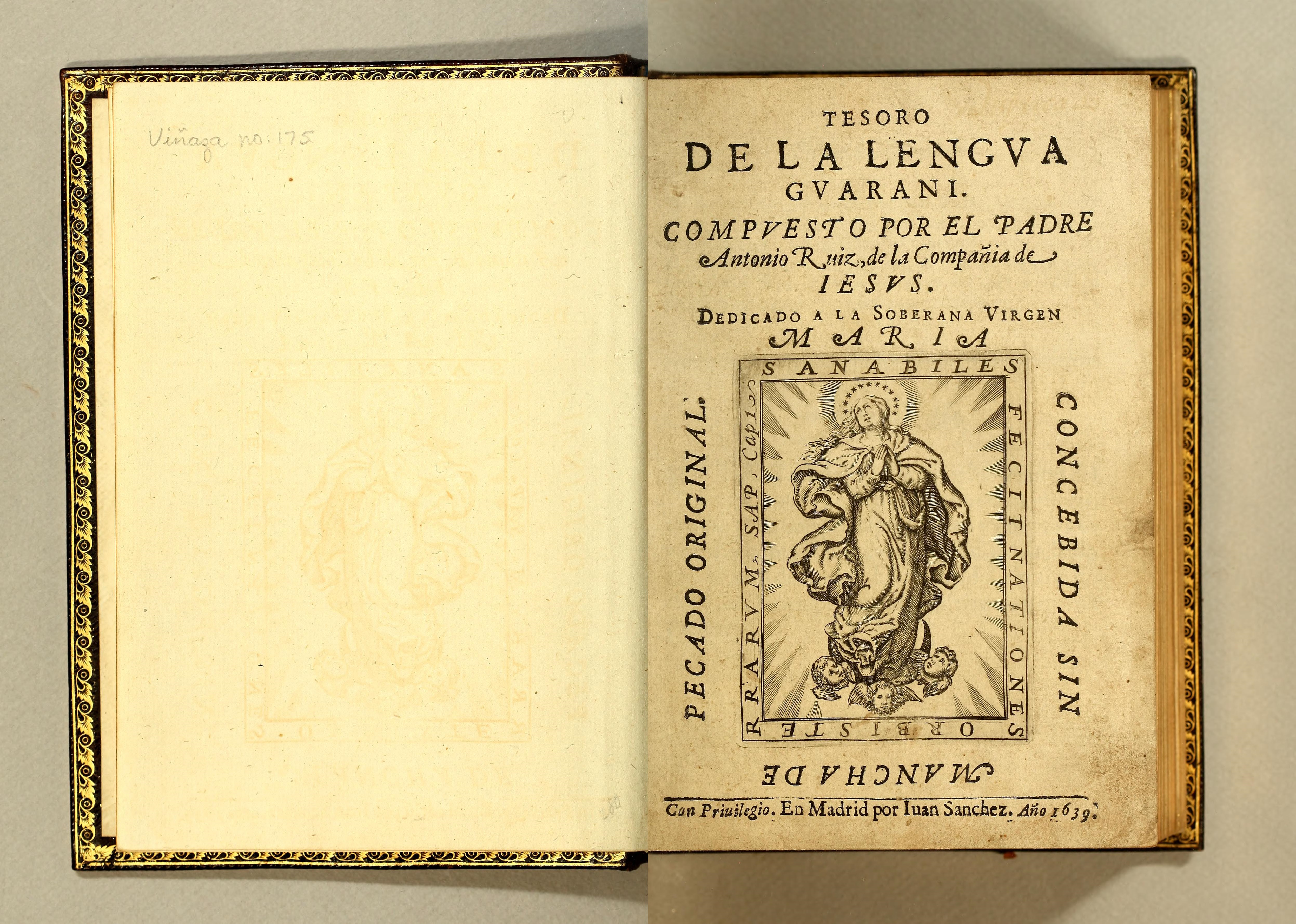
Tesoro de la Lengua Guaraní, 1639, escrito pelo jesuíta peruano Antonio Ruiz de Montoya. Foi o primeiro dicionário guarani-espanhol.

## Contexto Histórico
No Século XVI, em decorrência do Tratado de Tordesilhas, maior parte do território que atualmente corresponde ao Estado do Paraná, correspondia à Província de Guayrá, controlada pela Coroa Espanhola. Os limites territoriais dessa província eram demarcados a partir do quadrilátero fluvial formado pelos rios: Paraná, Paranapanema, Tibagi e Iguaçu.
Era uma região isolada em termos geográficos, sociais, econômicos e políticos. Devido à falta de minérios preciosos, os colonizadores teriam como principal atividade econômica o cultivo de erva mate, no qual a mão de obra nativa era explorada em condições de servidão (encomienda).
Nesse contexto, foram estabelecidas normas para proteger os povos nativos e coube aos jesuítas tentar fazer os colonos respeitarem tais normas.
Entre 1554 e 1570, os espanhóis criaram três povoados naquela Província:
- Em 1554, foi fundada a Villa de Ontiveros, próximo às Sete Quedas, recebeu esse nome como homenagem à cidade natal do Capitão García Rodríguez de Vergara, que pretendia que o povoado se tornasse um ponto de acesso ao litoral brasileiro e um obstáculo aos avanços dos bandeirantes paulistas que penetravam a região para escravizar nativos;
- Em 1556, foi fundada a Ciudad Real del Guairá, por Ruiz Díaz de Melgarejo. Localizava-se três léguas ao norte da Villa de Ontiveros, na foz do Rio Piquiri, entre as atuais cidades de Guaíra e Terra Roxa. Para essa nova vila foram transferidos os poucos habitantes do primeiro povoado, cerca de sessenta colonos. Naquela região, os colonos passaram a produzir: vinho, açúcar, algodão e algumas tecelagens; e
- Em 1570, foi fundada a Villa Rica del Espiritu Santo, também por Ruiz Díaz de Melgarejo. Localizava-se nas margens do Rio Ivaí, junto à foz do Rio Corumbataí, no território do atual município de Fênix, aproximadamente a sessenta léguas de Ciudad Real. Tinha um solo fértil, grande número de indígenas sob a influência do líder Coracibera. Na época existia a crença da existência de pedras preciosas na região. Naquela povoação foram edificados uma igreja e um forte[1].

## Missões franciscanas
Entre 1582 e 1585, os franciscanos Alonso de San Buenaventura e Luis de Bolaños, fizeram os primeiros esforços de evangelização dos povos nativos da etnia guarani situados à leste de Assunção, onde estaria situada a Província do Guaíra. Inicialmente essa atividade se concentrava nas proximidades dos rios Piquiri e Ivaí, que davam fácil acesso a Ciudad Real e Villa Rica del Espiritu Santo.
Tais esforços resultaram na formação dos "pueblos" de "Curumiaí" e de "Pacoiú" mas, não produziram um resultado duradouro, pois devido a carência de missionários, adotou-se a política de missões itinerantes, as quais, depois de um certo tempo, eram abandonadas e os nativos voltavam a viver segundo seus antigos costumes. Nesse contexto, os franciscanos abandonaram a região.
No contexto do processo de colonização, tais esforços foram úteis para ajudar a reduzir os conflitos interétnicos e para ajudar a submeter os guaranis aos espanhóis por meio da cristianização.

## Missões jesuíticas
Na época, detectou-se que o abuso que os encomenderos faziam do serviço pessoal dos nativos estava provocando uma descontrolada mortalidade, que resultava na redução da mão-de-obra; e conflitos interétnicos, que resultavam em levantes de povos nativos. Nesse contexto, um dos papéis dos missionários jesuítas seria integrar os povos nativos, de modo pacífico, ao processo colonizador.

### Primeiros jesuítas na região
O envio de missionários jesuítas para a região do Guairá, ocorreu após a permissão do Rei da Espanha à Companhia de Jesus para enviar missionários para as Províncias de Tucumán e do Paraguai, que na época além do atual Paraguai, abrangia também o oeste do Paraná, que futuramente seria denominada como Província do Guaíra.
No escopo organizacional da Companhia de Jesus, essas missões eram dependentes da Província jesuítica do Peru, no entanto, maior parte dos primeiros padres que foram enviados para a missão na Província do Paraguai, vieram da Província jesuítica do Brasil, pois acreditava-se que seus conhecimentos da língua tupi facilitaria a comunicação com os guaranis. Os primeiros padres enviados do Brasil foram: Tomás Filds, Manuel Ortega, Juan Saloni e Leonardo Armínio, todos formados por José de Anchieta e Manuel da Nóbrega. A esse grupo se somaram dois padres enviados da Província jesuítica do Peru: Francisco Ângulo e Alonso de Barzana.
Entre 1588 e 1604, há registros dos primeiros jesuítas a atuar na região, o padre Saloni ficou responsável pela Residência jesuítica em Assunção. Tomás Filds e Manuel Ortega foram destacados para atender os colonos residentes nos povoados de Ciudad Real e Villa Rica del Espiritu Santo. Leonardo Armínio permaneceu pouco tempo na região e retornou para o Brasil.
Em 1599, faleceu Juan Saloni, que era o superior da missão no Paraguai, razão pela qual, Tomás Filds e Manuel Ortega tiveram que deixar a região do Guaíra para atuar em Assunção.
Devido ao pequeno número de missionários disponíveis, os primeiros jesuítas a atuar na região também adotaram a política de missões itinerantes, no qual os missionários deslocavam-se de aldeia em aldeia, cobrindo um longo território. Por essa razão, o esforço missionário também não produziu resultado permanente e os povos nativos voltavam aos seus hábitos anteriores.

### Segunda onda de missionários
Em 1605, Diego de Torres Bollo recebeu a autorização de Cláudio Aquaviva, superior geral da Companhia de Jesus, para fundar a Província jesuítica do Paraguai, que seria desmembrada da Província jesuítica do Peru. Nesse contexto, recrutou, nas Províncias jesuíticas da Itália e Espanha, quarenta e cinco missionários. As cartas dos primeiros jesuítas que aturam na região: Tomás Filds e Manuel Ortega, tiveram importante papel nesse recrutamento.
Também foi importante o apoio do então governador da Província do Paraguai: Hernando Arias de Saavedra para a instalação de mais jesuítas na região.
Nessa etapa, os primeiros jesuítas enviados para a região do Guairá foram: os italianos José Cataldini e Simón Mascetta. O sistema para adotado, passou a ser o de "missão por redução", em substituição às missões itinerantes. A instruções desse novo modelo de missões foram elaboradas por Diego Torres, então superior provincial.
Antes do estabelecimento das reduções existiam lideranças entre os nativos que eram conhecidas como (caciques). A autoridade que o cacique possuía era baseada na sua eloquência e na capacidade de saber ouvir o conselho dos anciãos. Nos períodos de paz, essa autoridade servia para resolver disputas internas e, em momentos de guerra, para liderar o grupo tribal. Para agrupar os nativos nas reduções foi fundamental a cooptação dessas lideranças nativas, de modo que elementos da cultura nativa foram aproveitados para o desenvolvimento da ação missionária. Depois de estabelecidas as reduções, ocorriam eleições para "alcaides", "regidores" e procuradores que formavam o "cabildo".
A aceitação dos missionários jesuítas pelos guaranis deriva em parte de elementos da cultura daquele povo. Dentre esses elementos destaca-se o xamanismo, ou seja, alguns indivíduos exerciam uma espécie de liderança espiritual sobre aquele povo (pajés). Nesse contexto, os missionários tiveram aceitação semelhante àquela que era reservada aos pajés.
A música foi um dos instrumentos utilizado para a conquista espiritual dos guaranis, e nesse aspecto, teve destaque a atuação do jesuíta de origem flamenga Juan Baisseau (ou Juan Vaseo), que, antes de torna-se um jesuíta, fora conhecido por suas habilidades musicais na Europa. Esse padre conseguiu explorar as aptidões musicais dos guaranis na reprodução de cantos e coros cristãos e também na fabricação de instrumentos musicais a serem utilizados nas missas. Dentre os instrumentos musicais fabricados nas reduções, podem-se citar: flautas, clarinetes, claríns, trombetas, cornetas, violinos, harpas, liras, cítaras e tambores.
A administração dos sacramentos como o batismo, a catequese por meio de perguntas e respostas e as festas religiosas com procissões eram elementos importantes para a propagação do cristianismo.
Um dos maiores obstáculos à aceitação dos jesuítas pelos guaranis, residia no fato de que muitos caciques eram polígamos, prática não aceita pelos jesuítas. Outro obstáculo, foi a disputa pela liderança espiritual dos nativos com os pajés.

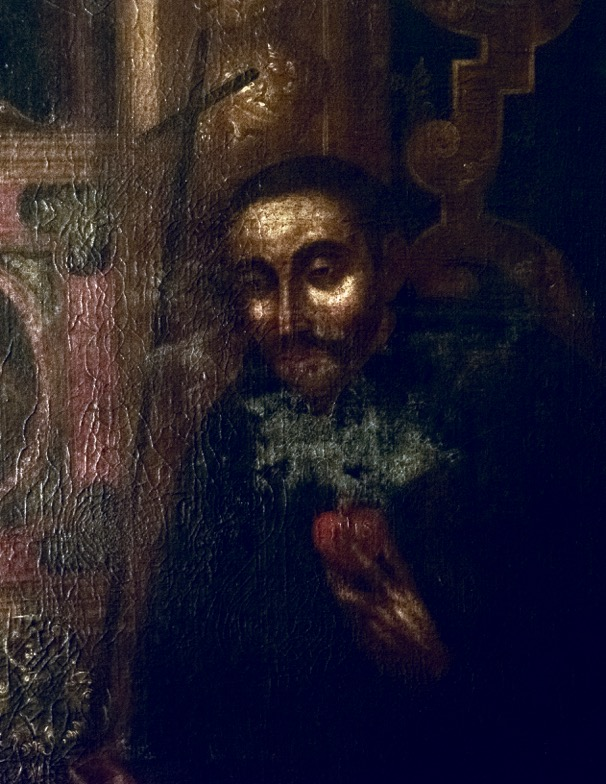
O padre peruano Antonio Ruiz de Montoya, pintura na Basílica San Pedro de Lima, Peru.

Segundo o jesuíta Antônio Ruiz de Montoya as reduções eram locais que agrupavam os nativos, que antes viviam espalhados em pequenos conjuntos de poucas casas distantes a léguas de distância uns dos outros, em povoações de tamanho considerável. O agrupamento facilitava o trabalho dos padres para que esses deixassem seus antigos costumes para transformá-los de "gente rústica em cristão civilizados".
As reduções buscavam o controle sobre a vida do indígena em sua totalidade: o trabalho manual, a organização familiar, a educação, a política, o lazer, a defesa militar e a religião. A principal atividade econômica das reduções era a produção agrícola, que permitia um sistema de amparo às crianças, velhos, viúvas e enfermos. Também se organizavam oficinas de manufaturas e se construíam templos salas de aula.

### Reduções Fundadas
Em 1610, foi fundada a primeira redução naquela região na confluência dos rios Pirapó e Paranapanema, denominada como: "Nossa Senhora do Loreto", participaram dessa atividade, além dos jesuítas José Cataldini e Simón Mascetta, Rodrigo Melgarejo, filho de Rui Diaz Melgarejo, fundador de "Ciudad Real" e "Villa Rica del Espiritu Santo", que servia como interprete.
Em novembro de 1610, foi fundada, pelos mesmos padres, a segunda redução na região, trinta quilômetros a oeste, seguindo o Rio Paranapanema, que seria denominada como: "San Ignácio Mini".
Em 1611, o trabalho missionário no Guaíra, foi reforçado com a chegada do jesuíta Antônio Ruiz de Montoya e em 1612, como a chegada do jesuíta Martín Javier Urtazú. Nesse contexto, passaram a atuar também no curso dos rios Ivaí, Pirapó e Tibaji. Naquela época, Ruiz de Montoya e Simón Mascetta ficaram encarregados da redução de Nossa Senhora do Loreto, enquanto que Martín Urtazú e José Cataldino tinham "San Ignácio Mini" como centro de sua atuação. Entretanto, pouco tempo depois, o padre Martín Urtazú morreria reduzindo consideravelmente o número de jesuítas na região.
A partir de 1622, o padre Antônio Ruiz de Montoya assume a direção dos jesuítas no Guaíra e promove uma rápida expansão do trabalho missionário, fundando em seis anos pelo menos onze novas reduções. A primeira dessas novas reduções, foi a de São Francisco Xavier, fundada em 1622, a trinta léguas de "Villa Rica".
Em 1625, foram fundadas as reduções de São José, no meio do caminho entre  "San Ignácio Mini" e São Francisco Xavier, e a de Nossa Senhora da Encarnación, onde foi plantado um vinhedo.
Em 1627, foi fundada a redução de São Paulo, que passou a enfrentar constantes investidas dos "encomenderos" espanhóis e dos bandeirantes portugueses, e, por isso, passou a adotou medidas defensivas como a construção de paliçadas.

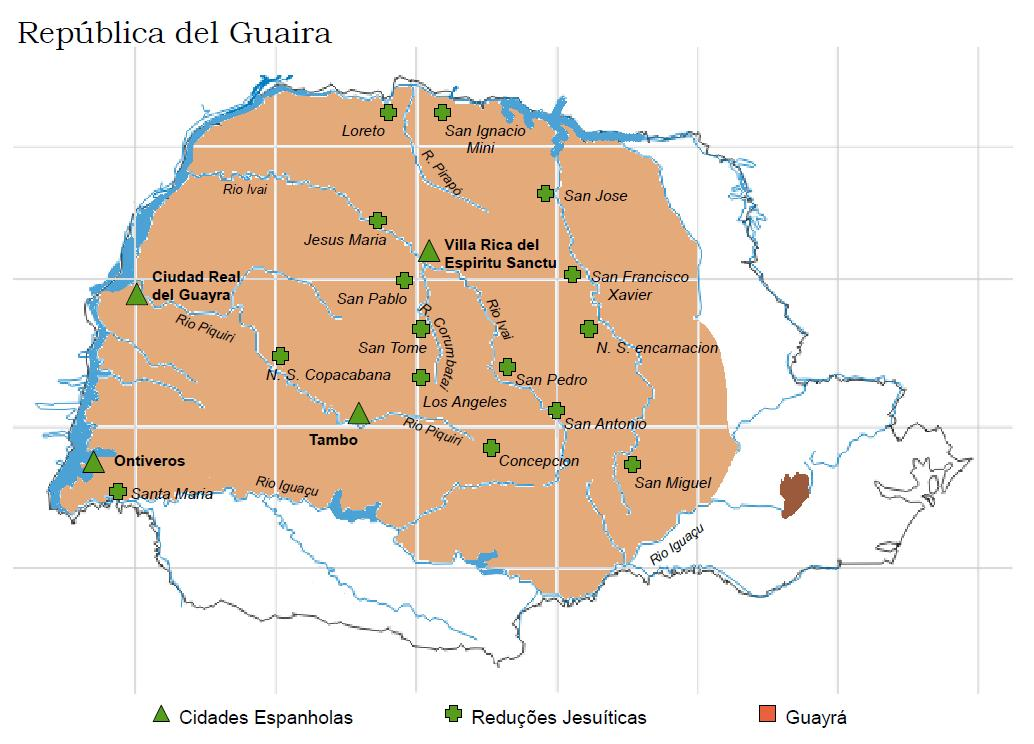
Reduções Jesuíticas do Guairá, século XVI

Até 1628, foram fundadas 13 reduções jesuíticas na região:
1. Loreto, no território que atualmente pertence ao município de Itaguajé, fundada em 1610, seria a "capital" das reduções;
2. Santo Inácio, também conhecida como "San Ignácio Mini", localizada no território que, atualmente, pertence ao município de Santo Inácio, fundada em novembro de 1610;
3. São Francisco Xavier, fundada em 1622;
4. São José, fundada em 1625;
5. Nossa Senhora da Encarnación, fundada em 1625;
6. Santa Maria, fundada em 1628;
7. São Paulo, fundada em 1627;
8. Santo Antônio, fundada em 1627;
9. Sete Arcanjos, fundada em 1627;
10. São Miguel, fundada em 1626;
11. São Pedro, fundada em 1627;
12. Conceição de Nossa Senhora do Guayaná, fundada em 1627;
13. Jesus Maria, possivelmente entre os portos de Planaltina do Paraná e São Carlos do Ivaí, em 1628;
14. São Tomé, fundada em 1628[1].

### Destruição das reduções
Em 1628, os bandeirantes Antônio Raposo Tavares e Manuel Preto já atuavam capturando nativos nas imediações do Rio Tibagi. Naquele mesmo ano, o cacique caiuá Tataurana, conseguiu fugir para a redução de Santo Antônio, razão pela qual Raposo Tavares exigiu que os missionários entregassem o fugitivo.
Os jesuítas se recusaram e os bandeirantes portugueses e paulistas destruíram a redução. Na época, Raposo Tavares e Manuel Preto contavam com uma guarnição de mais de três mil homens fortemente armados, o suficiente para promover a morte de mais de 15 mil índios caiuás na região onde atualmente está localizado o Noroeste do Estado do Paraná, na época pertencente à Coroa Espanhola.
Em pouco tempo, 11 das 13 reduções fundadas foram destruídas, restando, em 1629, somente duas maiores e mais antigas: Nossa senhora do Loreto e "San Ignácio Mini". Nesse contexto, os missionários receberam ordens oriundas de Assunção e de Madri para abandonarem as reduções na Província do Guaira. Na iminência de um ataque dos bandeirantes, foram construídas mais de 700 embarcações, principalmente jangadas, que foram dispostas às margens do Rio Paranapanema nas áreas que atualmente pertencem aos municípios de Jardim Olinda e Terra Rica, por meio das quais cerca de 12 mil nativos fugiram antes da chegada dos bandeirantes.
Desceram do Paranapanema até o Rio Paraná, passando inclusive pelas Sete Quedas, onde muitas jangadas foram destruídas. Também sofreram com emboscadas e doenças, de modo que apenas 4 mil nativos conseguiram chegar às reduções de "Natividad del Acaray" e de "Santa María del Iguazú", na Província de Alto Paraná, no Paraguai, onde hoje se situa Foz do Iguaçu, no Oeste do Paraná, e Ciudad del Este, capital do Departamento de Alto Paraná.
Apesar da fuga de parte dos nativos, estima-se que os bandeirantes tenham capturado cerca de 100 mil nativos.
Em março de 1632, chegaram às margens do Rio Yabebyry, no atual território argentino, onde recriaram as missões de Nossa Senhora do Loreto e de Santo Inácio. O padre Montoya criou novas reduções desde o Rio Paraná até o Rio Uruguai, no oeste do atual território do Estado do Rio Grande do Sul. Depois viajou para Madri, onde testemunhou em favor dos caiuás em um tribunal que contou com a presença de Filipe IV, Rei da Espanha .